# 12-es villamos (München)
A müncheni 12-es jelzésű villamos a Scheidplatz és a Romanplatz között közlekedik.

## Útvonala
| Romanplatz felé | Scheidplatz felé |
| --- | --- |
| Scheidplatz - Belgradstraße - Hohenzollernstraße - Schwere-Reiter-Straße - Leonrodstraße - Nymphenburger Straße - Romanstraße - Romanplatz | Romanplatz - Romanstraße - Nymphenburger Straße - Leonrodstraße - Schwere-Reiter-Straße - Hohenzollernstraße - Belgradstraße – Scheidplatz |

## Megállóhelyei
| Menetidő (perc) | Megállóhely            | Menetidő (perc) | Átszállási kapcsolatok  |
| --------------- | ---------------------- | --------------- | ----------------------- |
| 0               | Scheidplatz végállomás | 21              | , 140 , 141 , 142 , 144 |
| 1               | Karl-Theodor-Straße    | 20              |                         |
| 2               | Clemensstraße          | 18              |                         |
| 3               | Kurfürstenplatz        | 17              | , 53 , 59               |
| 5               | Hohenzollernplatz      | 15              | , 53 , 59               |
| 6               | Nordbad                | 14              | 53 , 59 , 154           |
| 8               | Barbarastraße          | 13              | 53 , 59                 |
| 9               | Infanteriestraße       | 12              | 53 , 59                 |
| 10              | Leonrodplatz           | 10              | , 53                    |
| 11              | Fasaneriestraße        | 9               | 53                      |
| 13              | Albrechtstraße         | 8               | 53 , 144                |
| 15              | Rotkreuzplatz          | 6               | , 53 , 62 , 63 , 144    |
| 16              | Volkartstraße          | 5               | , 144                   |
| 17              | Neuhausen              | 4               | 144                     |
| 18              | Renatastraße           | 2               |                         |
| 19              | Hubertusstraße         | 1               |                         |
| 20              | Romanplatz végállomás  | 0               | , 51 , 151              |